# Courtney Mathewson
Pour les articles homonymes, voir Mathewson.
Courtney Mathewson, née le 14 septembre 1986 à Orange (Californie), est une joueuse américaine de water-polo. Pendant les Jeux olympiques d'été de 2012 elle a remporté la médaille d'or. Elle a aussi remporté la Coupe du monde 2010.

## Palmarès
- Jeux olympiques d'été de 2012 à Londres ( Royaume-Uni)
  -  médaille d'or au tournoi olympique

- Coupe du monde 2010 à Christchurch ( Nouvelle-Zélande)
  -  médaille d'or à la coupe du monde